# Bataviawijk (Roeselare)
De Bataviawijk is een wijk in de West-Vlaamse stad Roeselare.
Deze wijk werd aangelegd in 1919 en 1922 door de Dienst der Verwoeste Gewesten en omvatte 200 arbeiderswoningen. Ze wordt wel beschouwd als de eerste tuinwijk van België.
Het plan van de wijk werd ontworpen door stedenbouwkundige Raphaël Verwilghen. Hij was beïnvloed door de Engelse tuinwijken. Wel werd uitgegaan van kleine percelen en goedkope materialen, dit om de kostprijs te drukken. Diverse architecten leverden hun bijdrage door het ontwerp van een aantal woningen.
De huizen hadden voortuintjes en er waren een aantal plantsoenen. In de loop der jaren kreeg de wijk, waarvan de bebouwing een zekere eenheid uitstraalde, een meer gevarieerd karakter door de wijzigingen die door individuele bewoners werden aangebracht.